# طاهر الأحسائي
طاهر بن علي بن احمد القطيفي المعروف بطاهر بن علي الأحسائي (1929 - 22 سبتمبر 2014)، من مواليد مدينة المبرز في محافظة الأحساء وقد عرفت هذه المنطقة بوفرة المطربين فقد خرج منها الكثير من المطربين الكبار مثل مطلق دخيل وعيسى الأحسائي.

## بدايته
تربى طاهر في بيت والده الذي كان يمتلك مزرعة في بلدته وزاول طاهر بجانب والده الزراعة لفترة، وكانوا يرددون بعض الأناشيد والأهازيج التي تساعدهم على مواصلة العمل، بعد فتره قرر طاهر ترك الزراعة واتجه للغناء. ثم بدأ طاهر مطلع الخمسينات عندما سجل وغنى عبر إذاعة كانت تبث في الدمام آنذاك، وصولا إلى أول أسطوانة سجلها في البحرين، وحتى الستينيات مع الحكاية الحقيقية لأغنيته الشهيرة والعبارة للأجيال «الله على الجمس!». كانت آلة العود ممنوعة في ذلك الوقت وعندما حكم الملك سعود في نوفمبر عام 1953 قام بفسح الفن والطرب، الأمر الذي أدى إلى بروز الفن السعودي، كان طاهر في ذلك الوقت يسجل الأغاني عند شخص أصلة الرياض اسمه عبد الله الشعلان في الدمام.

## أعماله الأخرى
أولى أغاني طاهر بن علي هي من كلمات الشاعر عبد الله السبيعي وهي (سبحان من انبع الما وانبت الأخضر) وقد سجلت على الاسطوانات في البحرين وخلال مشواره الفني الطويل تعاون مع العديد من الشعراء الكبار مثل الشاعر الكبير محمد الجنوبي، وشكلا ثنائيا جميلا وشهد هذا التعاون العديد من الاغاني الجميله فقد غنى له ابوعلي الالفيه الأولى (الف اولف من حسين الكلامي)
الالفيه الثانية (الف اولف من اصناف الجواهر)

## حياته الشخصية
متزوج اثنتان وله ابنه الأكبر علي بن طاهر
كان متزوج من اثنتان، انفصل من زوجته الأخرى بعد أن أنجبت له ابنتان وولد، وله من الأبناء 7 من الأولاد و7 بنات وابنه الأكبر علي

## تكريمه
كرمت الجمعية السعودية للثقافة والفنون في الدمام، للفنون الشعبية طاهر الأحسائي مساء يوم الأربعاء 05/05/1433هـ الموافق 28 مارس 5 جماد الأولى، والحفل عبارة عن أمسية تكريميه للفنان الشعبي المعروف «طاهر بن علي الأحسائي»، تستذكر مسيرة الـ 50 عاما التي مر بها الفنان الشعبي طاهر بن علي الأحسائي طوال فترة مسيرته الفنية تلك محليا وخليجيا ومقر الفرع بحي الأثير، مقابل بوابة تلفزيون الدمام الجنوبية.

## وفاته
توفي الفنان طاهر الأحسائي في يوم الأحد 26 ذو القعدة 1435 هـ الموافق 21 سبتمبر 2014 في مستشفى الملك عبد العزيز بالأحساء عن عمر ناهز 85 عام، بعد معاناة مع المرض.